# Finian McGrath

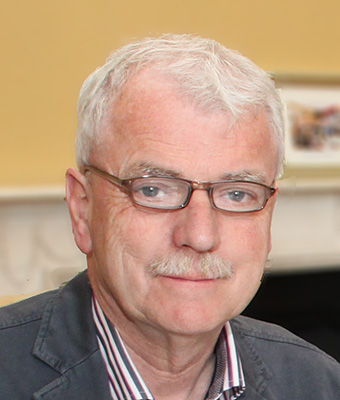
Finian McGrath

Finian McGrath (irisch Fionnán Mag Craith, * 9. April 1953 in Tuam, County Galway, Irland) ist ein irischer Politiker, der stets als unabhängiger Kandidat antrat.

## Biografie
McGrath studierte am University College Dublin und wurde danach Schulleiter an einer Grundschule in Dublin. Bereits 1992 versuchte er, in den Dáil Éireann gewählt zu werden. Der Versuch scheiterte ebenso wie bei den Wahlen zum Dáil Éireann 1997. 1999 wurde er in den Dublin City Council gewählt. 2002 gelang es ihm, für die kurzfristig bestehende Independent Health Alliance einen Sitz für den Wahlkreis Dublin North-Central zu erobern. Diesen Sitz konnte er bis 2016 und dann für den Wahlkreis Dublin Bay North bis 2020 verteidigen. 
Am 6. Mai 2016 wurde er unter Enda Kenny für seine Unterstützung zum Staatsminister für die Teilhabe Behinderter für die Ministerien der Justiz, Soziale Sicherung und Gesundheit in der Regierung Kenny II ernannt. Als am 14. Juni 2017 der Regierungswechsel auf Leo Varadkar stattfand, blieb er in dem Amt. Zu den Wahlen 2020 trat er nicht mehr an. Mit der Ankündigung, andere Gelegenheiten für politische Aktivitäten, insbesondere zur Unterstützung behinderter Menschen, zog er sich zurück. 2024 kündigte er an, für den Wahlbezirk Dublin bei der Wahl zum Europäischen Parlament anzutreten.

## Privates
Von 1988 bis zu ihrem Tod 2009 war er mit Anne Russell verheiratet, mit der er zwei Töchter hatte. 